# Scotts Valley
Scotts Valley ist eine Stadt im Santa Cruz County im US-Bundesstaat Kalifornien mit 12.224 Einwohnern (Stand: 2020).
Das Stadtgebiet hat eine Größe von 11,9 km².

## Wirtschaft
Scotts Valley ist unter anderem der Sitz des Unternehmens Seagate Technology, einem der drei verbliebenen großen Festplattenhersteller.